# Leggende Pokémon: Arceus
Leggende Pokémon: Arceus (Pokémon LEGENDS アルセウス?, Poketto Monsutā Rejenzu: Aruseusu) è un videogioco di ruolo sviluppato da Game Freak e pubblicato da Nintendo e The Pokémon Company per Nintendo Switch. Fa parte dell'ottava generazione della serie di videogiochi Pokémon. Il gioco è stato annunciato per la prima volta come parte dell'evento del 25° anniversario di Pokémon nel febbraio 2021 ed è stato pubblicato in tutto il mondo il 28 gennaio 2022.
Un secondo gioco Leggende, Leggende Pokémon: Z-A, uscirà il 16 ottobre 2025.

## Trama
Il giocatore, proveniente dal futuro, per mezzo del Pokémon leggendario Arceus approda nella regione di Hisui (la Sinnoh del passato). Viene integrato nel Team Galassia affinché possa contribuire ad aggiornare il Pokédex. A Hisui viene venerata una sorta di divinità chiamata il "Sommo Sinnoh" che in realtà è solo una figura metaforica costituita da Arceus, Dialga e Palkia. Durante il gioco bisogna liberare i 5 Pokémon Regali, dei Pokémon particolari venerati dagli abitanti, dalla cieca rabbia che li ha colpiti, che li trasforma in creature pericolose e inferocite. Fatto ciò, il giocatore verrà esiliato dal viaggio Giubilio a causa delle paranoie del direttore, Soruan, e si troverà a dover forgiare la Catena Rossa per fermare Dialga e Palkia dal distruggere Hisui in preda alla collera, con l'aiuto dei Capitani dei Pokémon Regali e dei Reggenti dei Team Diamante e Perla, Damon e Perula: sconfitti Soruan e il suo braccio destro Rampei sul Monte Corona, il giocatore sconfiggerà i due draghi leggendari e li placherà, riportando la pace ad Hisui. Alla fine, la pace e l'amicizia ritrovata tra i team di Damon e Perula vengono festeggiati con una celebrazione, a cui partecipano umani e Pokémon, e un Soruan pentito si scuserà con il giocatore per la sua sfiducia nei suoi confronti, e gli darà la Lastrapugno (necessaria per far assumere ad Arceus il tipo lotta e per sbloccare il post-game). Spesso appare la figura di Ethelo, un mercante affascinato dalle leggende di Hisui, che in realtà mira a impossessarsi del potere di Arceus per ricreare il mondo secondo la sua visione della perfezione, e quindi invoca il Pokémon che in passato sfidò Arceus e che poi venne bandito: Giratina. Fermati i due dopo un arduo scontro, Giratina fuggirà sulla Costa Oltremare, dove potrà essere catturato, mentre Ethelo fuggirà da Hisui per evitare la punizione per i suoi misfatti, giurando di vendicarsi del giocatore per averlo umiliato e che incontrerà Arceus, costi quel che costi, anche se ci impiegherà il resto della sua vita. Incontrati tutti i Pokémon e completato il Pokédex, si potrà incontrare e sfidare Arceus, che, in segno di riconoscenza per l'aiuto del giocatore nel fermare Giratina ed Ethelo, gli donerà una parte di sé da portare nei suoi viaggi. Nella vera ultima scena finale del gioco, Laven annuncerà il completamento del Pokédex al villaggio, e Soruan scioglierà il Team Galassia, con Selina che giura di tramandare la loro storia ai suoi discendenti (i suoi quaderni, infatti, ispireranno Cyrus a creare il Team Galassia nel presente).

## Modalità di gioco
Leggende Pokémon: Arceus è ambientato nella regione di Hisui, un'incarnazione precedente della regione di Sinnoh, teatro delle vicende dei videogiochi Pokémon di quarta generazione Pokémon Diamante e Perla del 2006.
Il gioco presenta delle meccaniche di gioco nuove al franchise, essendo strutturato in modo simile (ma non completamente) a un videogioco open world in cui il giocatore può catturare i Pokémon lanciando loro direttamente una Poké Ball senza dover entrare in combattimento contro di essi.

## Sviluppo
Leggende Pokémon: Arceus è stato annunciato durante l'evento Pokémon Presents del 26 febbraio 2021, come parte della celebrazione del venticinquesimo anniversario del franchise, insieme ai videogiochi Pokémon Diamante Lucente e Perla Splendente.

## Accoglienza
| Testata                          | Giudizio |
| -------------------------------- | -------- |
| Metacritic (media al 18-02-2022) | 83/100   |
| Everyeye.it                      | 8.3/10   |
| Famitsū                          | 38/40    |
| Game Informer                    | 8.75/10  |
| GameSpot                         | 8/10     |
| GamesRadar+                      | 4.5/5    |
| IGN                              | 7/10     |
| Jeuxvideo.com                    | 16/20    |
| Nintendo Life                    | 9/10     |
| VG247                            | 4/5      |

Leggende Pokémon: Arceus ha ricevuto un'accoglienza positiva dalla critica, andando ad ottenere una media di valutazioni sul sito aggregatore di recensioni Metacritic pari a 83 su 100.